# (74116) 1998 QL49
(74116) 1998 QL49 – planetoida z pasa głównego asteroid okrążająca Słońce w ciągu 4,42 lat w średniej odległości 2,69 j.a. Odkryta 17 sierpnia 1998 roku.